# Re.2002 (航空機)
Re.2002
レッジャーネ Re.2002
- 用途：戦闘
- 分類：戦闘機
- 設計者：ロベルト・ロンギ
- 製造者：レッジャーネ
- 運用者：

  - イタリア王立空軍
  - ドイツ空軍
- 初飛行：1940年10月
- 生産数：225機
- 運用開始：1942年3月
- 運用状況：退役

Re.2002 (Reggiane Re.2002) は第二次世界大戦中にイタリアで生産された単座の戦闘爆撃機である。愛称は“アリエテ II (Ariete II)”。“II”と付くのは既にRe.2001の愛称に“アリエテ”が使われていたため。(写真)

## 概要
ドイツ製ダイムラー・ベンツ DB 601液冷エンジンを搭載し、1941年にイタリア空軍で採用されたRe.2001アリエテは、前作のRe.2000ファルコ（空冷エンジン）に比べてさほど性能が向上しなかった上に、搭載していたDB601エンジンの供給が不足気味であった。
そこで、Re.2001のエンジンを同程度の出力の国産空冷エンジンであるピアッジョP.XIX RC45“トゥルビーネ（旋風の意）”に換装したのが本機である。このエンジンは直径が小さく、また先細りのカウルやスピナーの形状と相まって、本機の外観は空力的に洗練されたものとなっている。
また、本機は当初から戦闘爆撃機として開発された。胴体及び主翼の下に設けられた合計3つのハードポイントには合計650 kgまでの爆弾が搭載可能である。
原型機は1940年10月に初飛行し、最高速度こそRe.2001に劣るものの総合的に見て性能向上が認められた。1942年から部隊配属されたが、実際に活動を開始したのは1943年に入ってからである。1943年7月に連合軍がシチリア島に上陸（ハスキー作戦）すると、本機はこれを迎え撃つために同島に展開したが、損害も多かった。
1943年9月8日にイタリアが降伏すると、残存機の一部は連合国側に投降し、10数機が連合国軍機として地中海で使用された。また40機あまりがドイツ軍に渡り、フランスでレジスタンス掃討のために使用された。

## スペック
- 全長：8.16 m
- 全幅：11.0 m
- 全高：3.15 m
- 全備重量：3,240 kg
- エンジン：ピアッジョP.19 RC45 空冷星型14気筒 1,175 hp
- 最大速度：530 km/h
- 航続距離：1,100 km
- 武装
  - 12.7mmBREDA-SAFAT機銃×2
  - 7.7mmBREDA-SAFAT機銃×2
  - 650kgまでの爆弾を搭載可能
- 乗員 1名

## 登場作品

### ゲーム
『War Thunder』
プレイヤーの操縦機体として「Re.2002 Early」が登場